# Mitridato

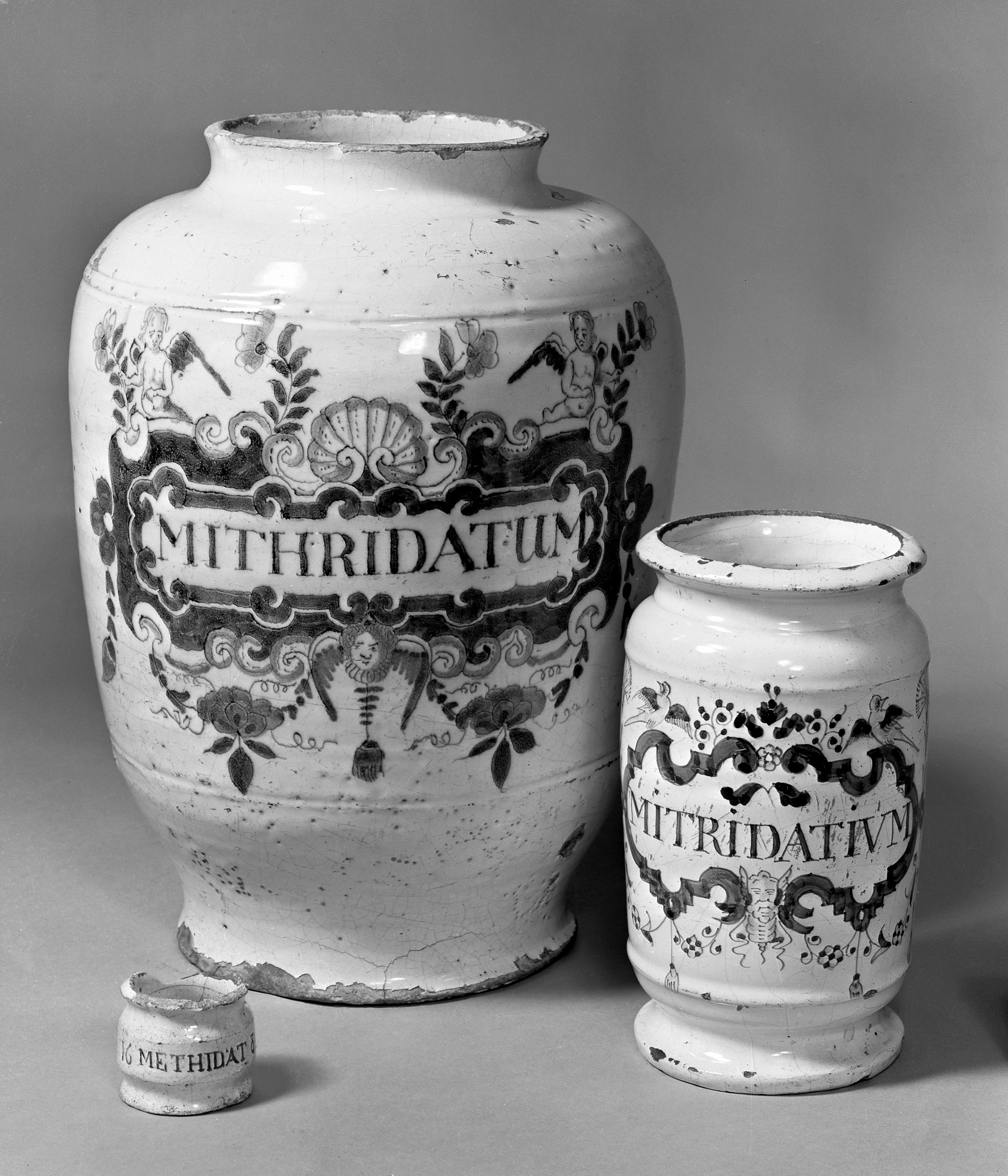
Tarros de cerámica esmaltada etiquetados como "Mithridatum", utilizados entre los siglos XV y XVIII para almacenar este antídoto contra venenos. Representan la cerámica farmacéutica europea, con influencias de la mayólica italiana y la alfarería española.

El mitridato o antídoto de Mitrídates (mithridaticus antidotus) es un antídoto o antiveneno de la antigua farmacopea en cuya composición entraban el opio, el agárico, aceite de víboras y otros ingredientes.
Recibió este nombre porque se supone que fue inventado por Mitrídates VI, rey del Ponto del siglo I a. C.

## Composición
Cien años después de la muerte de Mitrídates, Aulio Cornelio Celso detalló una versión del antídoto en su obra De Medicina (c. año 30):

Contiene balsamita 1,66 gramos, cálamo 20 gramos, hypericum, goma arábiga, sagapenum, zumo de acacia, iris ilirio, cardamomo, 8 gramos de cada uno; anís 12 gramos, nardo galico (Valeriana), raíz de genciana y hojas secas de rosa, 16 gramos de cada uno, gotas de amapola y perejil, 17 gramos de cada uno, casia, saxifraga, cizaña, pimienta larga, 20.66 gramos de cada, estoraque (resina de liquidambar) 21 gramos; castóreo, olíbano, jugo de Cytinus hypocistis, mirra y opopónaco, 24 gramos de cada; hojas de Malabathrum, 24 gramos; flor de junco redondo, resina de trementina, gálbano, semillas de zanahoria de Creta, 24,66 gramos de cada; nardo y bálsamo de la Meca, 25 gramos de cada; bolsa de pastor, 25 gramos; raíz de ruibarbo, 28 gramos; azafrán, jengibre, canela, 29 gramos de cada. Todo esto se macera y se vierte en miel. Contra el envenenamiento, una porción del tamaño de una almendra se disuelve en vino. En otras afecciones, una cantidad del tamaño de una judía es suficiente

## Escepticismo
Plinio el Viejo en su Naturalis Historia se mostró escéptico sobre el uso del mitridato:

El mitridato está compuesto de cincuenta y cuatro ingredientes, sin que dos de ellos tengan el mismo peso, mientras alguno es prescrito en la sesentava parte de un denario. ¿Cuál de los dioses, en verdad, marcó estas proporciones absurdas? Es simplemente una ostentosa muestra de arte, y una fanfarronería de la ciencia.